# Sterna
Sterna es un género de aves Charadriiformes de la familia Sternidae, conocidas como charranes o gaviotines. Viven en ambientes costeros de casi todo el mundo.

## Especies
Se conocen 13 especies de Sterna:
- Sterna acuticauda
- Sterna aurantia
- Sterna dougallii
- Sterna forsteri
- Sterna hirundinacea
- Sterna hirundo
- Sterna paradisaea
- Sterna repressa
- Sterna striata
- Sterna sumatrana
- Sterna trudeaui
- Sterna virgata
- Sterna vittata